# Ansamblul Cazinoului din Băile Herculane
Ansamblul Cazinoului din Băile Herculane este un ansamblu de monumente istorice aflat pe teritoriul orașului Băile Herculane.

Ansamblul este format din următoarele monumente:
- Cazinou, azi muzeu, sală de spectacole, spații comerciale, restaurant (cod LMI CS-II-m-A-11004.01)
- Parcul Cazinoului (cod LMI CS-II-m-A-11004.02)
- Chioșcul pentru fanfară (cod LMI CS-II-m-A-11004.03)

## Galerie

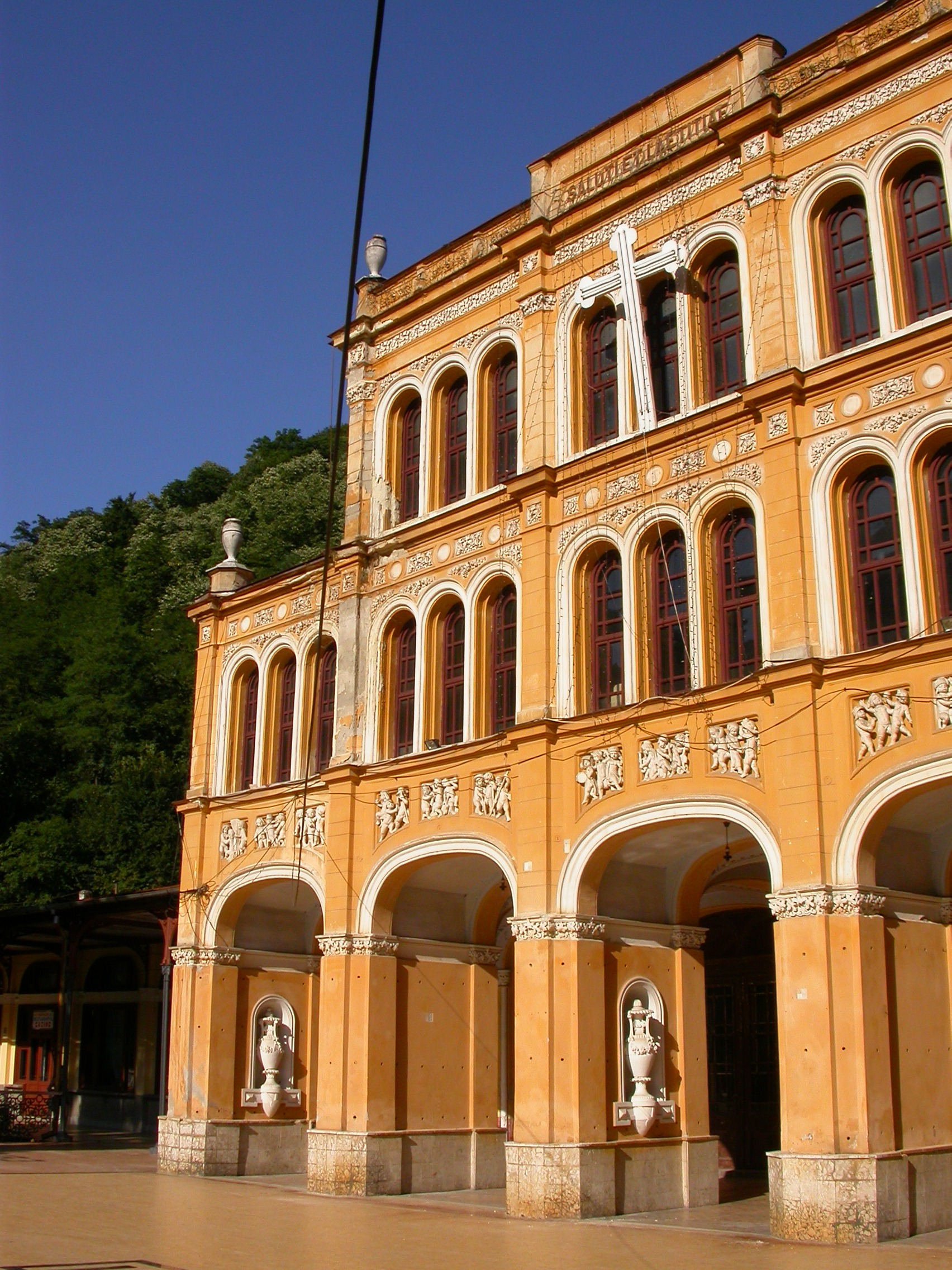
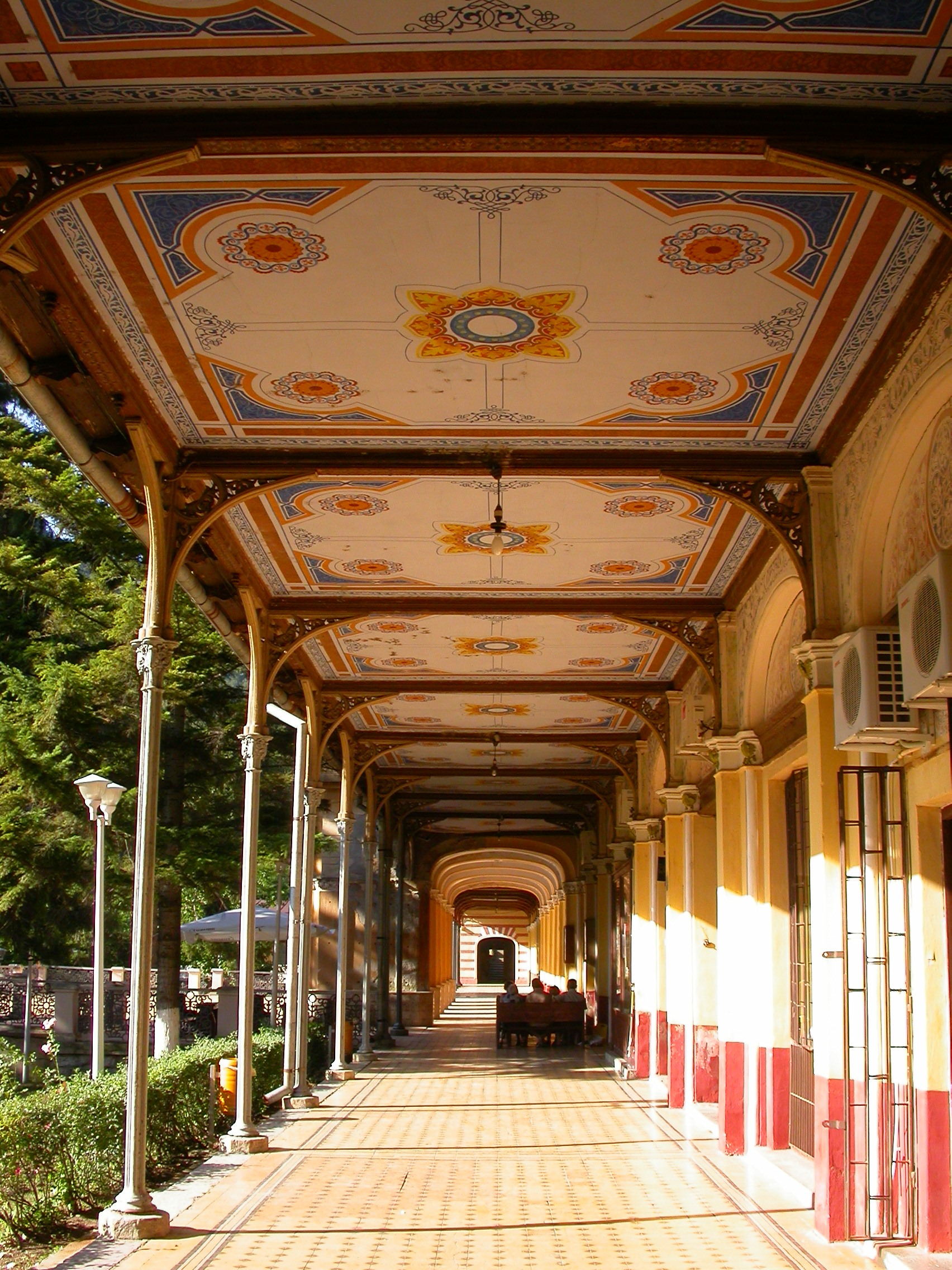
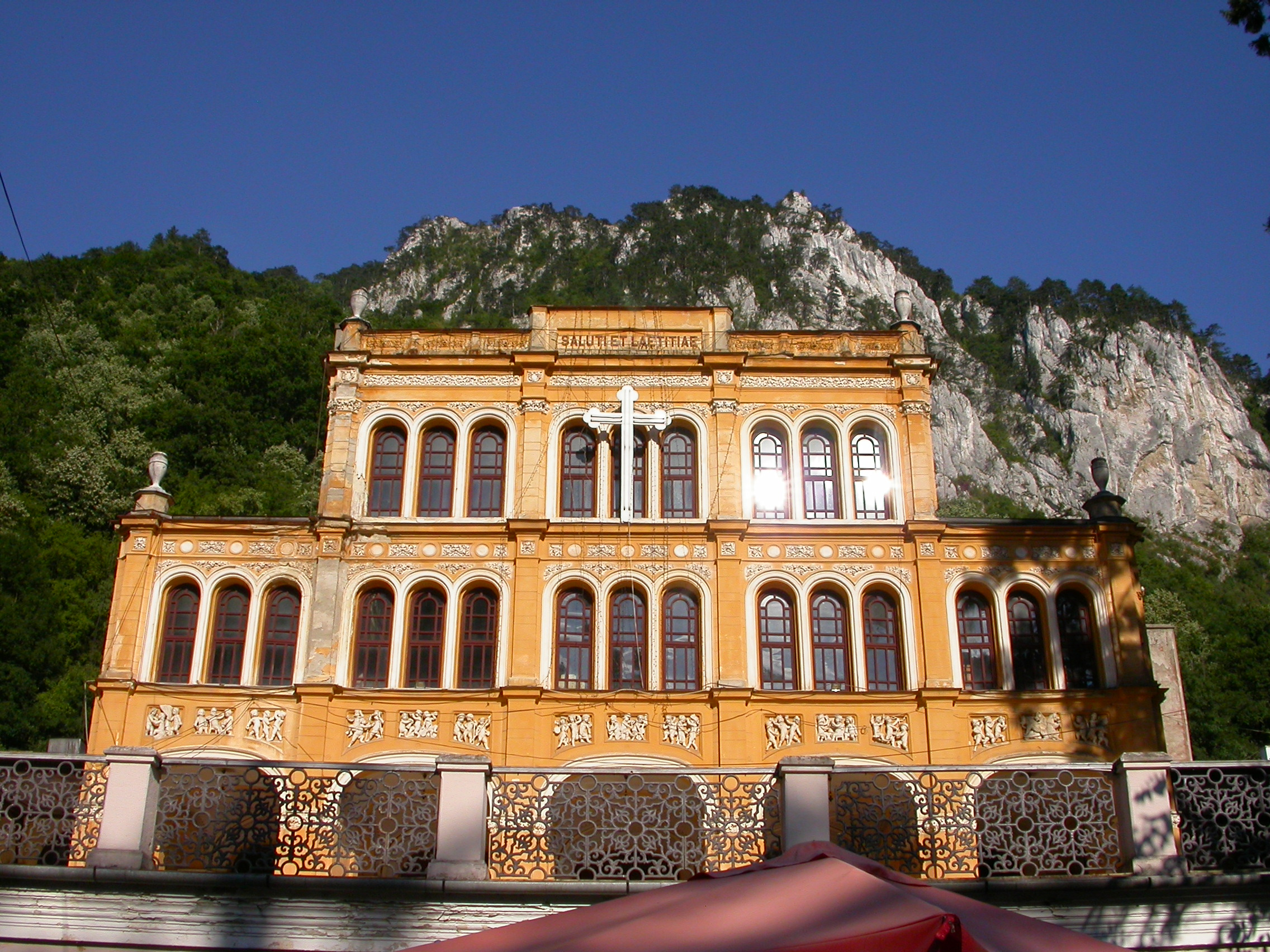
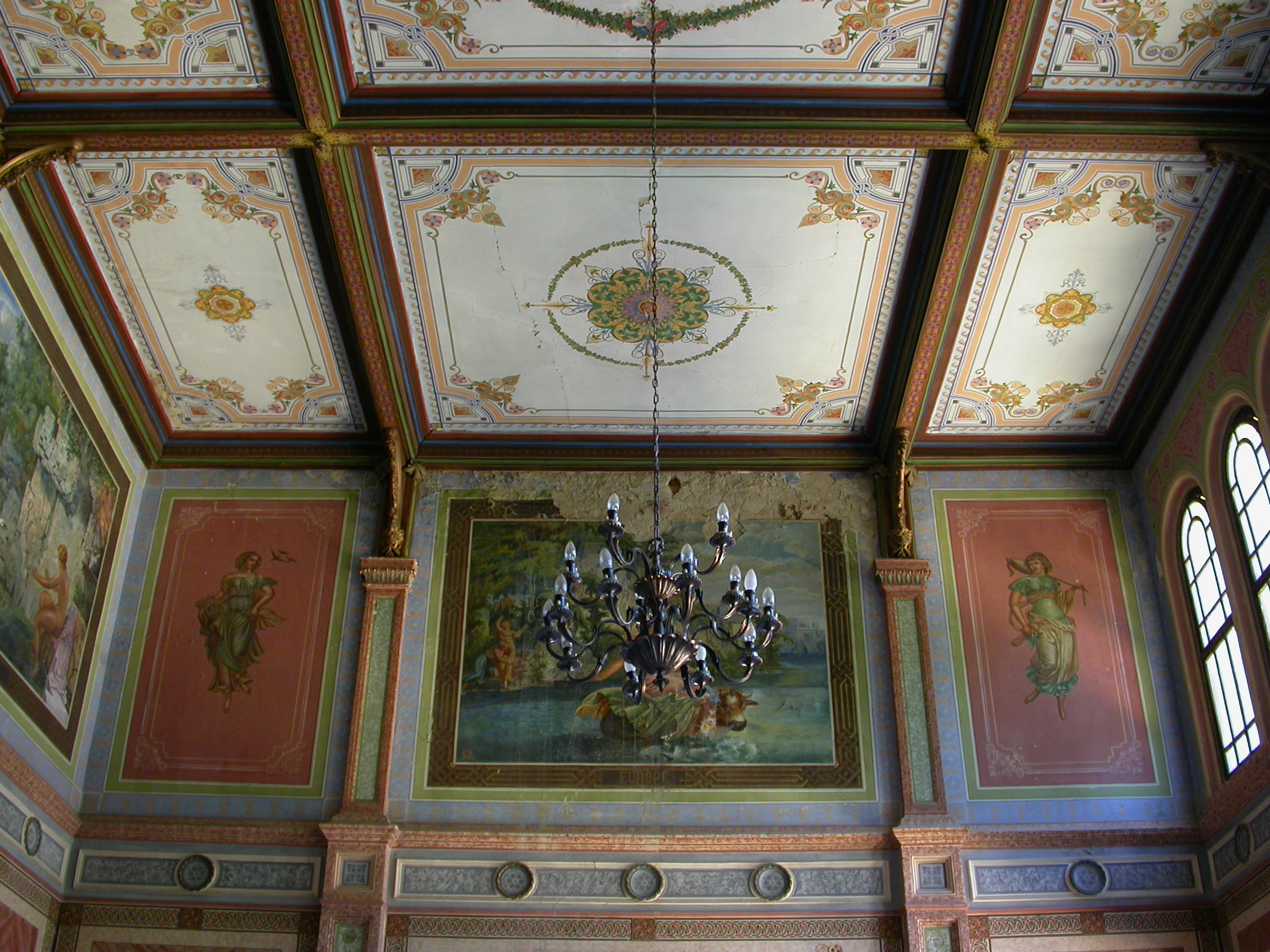
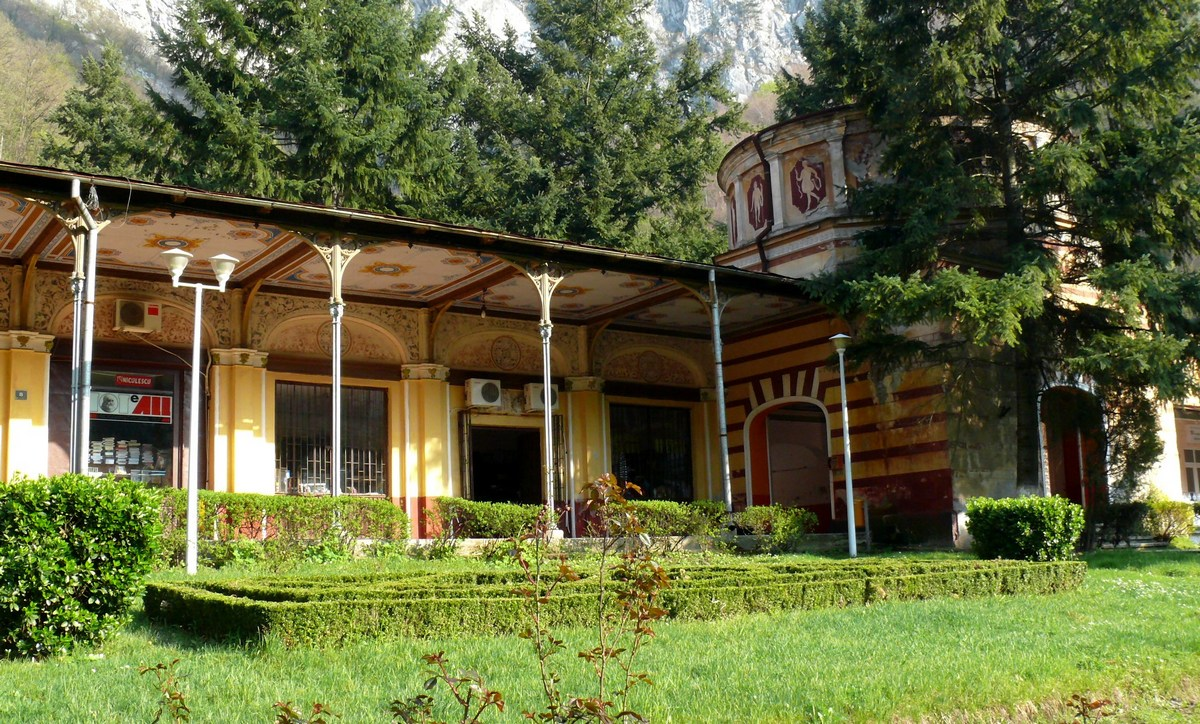